# سهمورا
سهمورا (Sahmura) هو الألبوم السادس لسيتي نورهاليزا. تم إطلاق هذا الألبوم في تمام الساعة 00:00 من صباح يوم 1 يناير 2000.

## قائمة الأغاني
1. Balqis (بلقيس)
2. Joget Kasih Tak Sudah (رقصة الحب الذي لا ينتهي / رقص الحب لم ينتهي بعد)
3. Zapin Cinta Asmara (زابين لوف رومانس)
4. Keroncong Si Endang Endong (كيرونكونج إندانغ إندونغ)
5. Canggai (كانجاي)
6. Mahligai Permata (قصر الجواهر)
7. Pawana Sampaikanlah Salam (باوانا، من فضلك أرسل تحياتك. / باوانا يقول تحياتي)
8. Ya Maulai (يا مولاي)
9. Masri Manis (حلو مصري / حلو حلو)
10. Berpantun Kasih (قصائد الحب / غناء الحب)